# Козіцино
Козі́цино (рос. Козицыно) — присілок у складі Верхньокамського району Кіровської області, Росія. Входить до складу Лойнського сільського поселення.
Населення становить 5 осіб (2010, 13 у 2002).
Національний склад станом на 2002 рік — росіяни 100 %.